# Jímání vody
Jímáním rozumíme odběr vody z vodního zdroje prostřednictvím jímacího objektu. Jímání podzemních i povrchových vod musí zabezpečovat hygienicky nezávadný, technicky účelný, bezpečný a hospodárný odběr. Jímací objekt je technické zařízení sloužící k odběru povrchové a podzemní vody do vodovodního systému. Veškeré jímací objekty, vodovody, vodovodní přípojky a vodárenské objekty včetně úpraven vody řadíme dle vodního zákona č. 254/2001 Sb. k vodním dílům. 

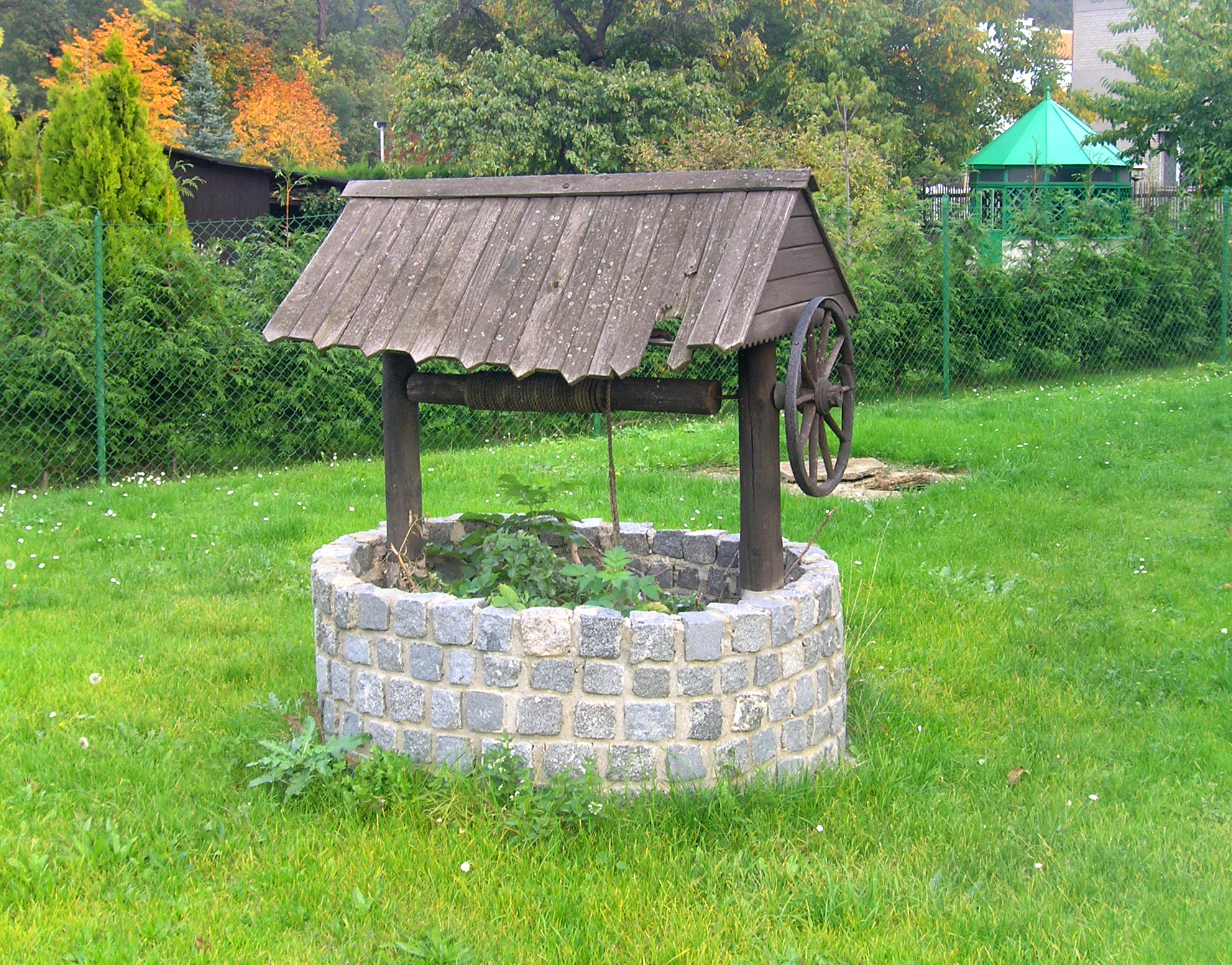
Studna, Praha-Satalice

## Jímací objekty podzemních vod

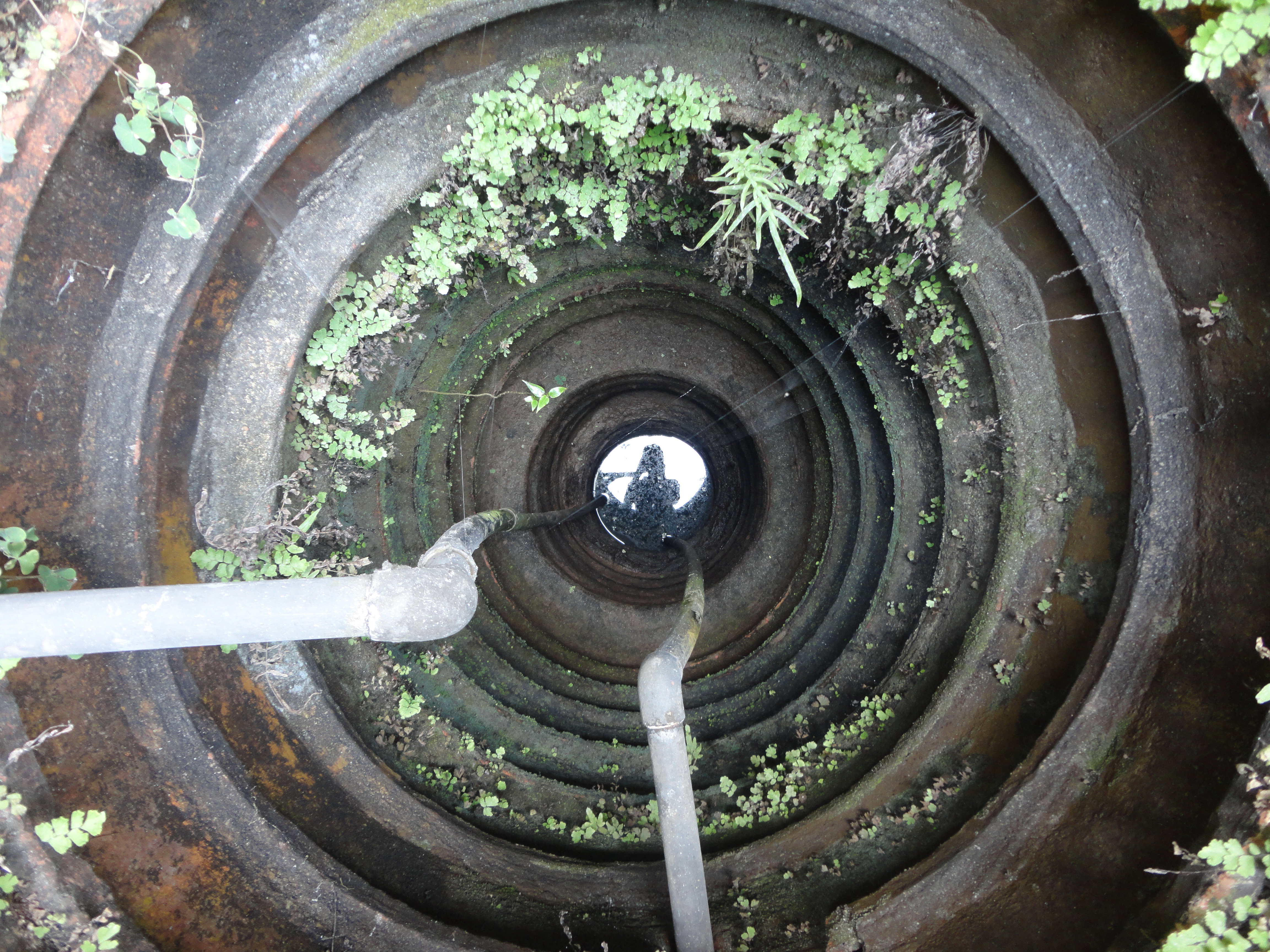
Pohled do studny

Dle převládajícího rozměru dělíme jímací objekty na 
- vertikální (studny a vrty),
- horizontální (jímací zářezy a galerie),
- kombinované (studny s radiálními sběrači)
- bodové (jímání pramenů).

O výběru nejvhodnějšího jímacího zařízení rozhoduje zejména struktura horninového prostředí (výskyt a sled kolektorů a izolátorů) a propustnost horniny. Další kritéria jsou stav a stálost hladiny podzemní vody, směr a rychlost proudění podzemní vody, její iniciální jakost, požadované množství vody v čase a stav území okolo vrtu.

### Vertikální jímací objekty
Mezi vertikální jímací objekty řadíme vrtané, trubkové a šachtové studny. Před stavbou každé studny je zapotřebí nejprve provést hydrogeologický průzkum a průzkumný vrt. Na rozdíl od průzkumného vrtu je nutná persistence studny až desítky let, důležité je tedy kvalitní utěsnění studny u povrchu.

#### Vrtané studny
(dříve trubní studny) jsou objekty pro trvalý odběr vody. Přípovrchovou část tvoří manipulační šachtice, která sahá do nezámrzné hloubky a chrání jímací zařízení. Jsou osazeny ocelovou vystrojovací trubkou, tzv. zárubnicí. Zaplášťový prostor je vyplněn štěrkem a těsněním. Vrtané studny nemusejí být pouze úzkoprofilové, průměr studny může být od desítek centimetrů až po první metry. Vrtané studny zcela převažují mezi jímacími objekty pro hromadné zásobování a jejich využití je univerzální z hlediska horninového prostředí, hloubky i průměru. Jejich výhodou z hlediska kvality a ochrany vody je, že čerpají hlubší podzemní vodu, která není kvalitativně ovlivněna vodou srážkovou. Další výhodou je minimální akumulace a delší stání vody ve studni, díky kontinuálnímu přítoku podzemní vody z hlubších pater.

#### Šachtové studny
dělíme na dva typy, které se liší technologií hloubení: 
- Studny kopané se budují v soudržných horninách, které jsou schopny udržet svislé stěny v čase od vykopání zeminy po definitivní vystrojení studny.
- Spouštěné studny se budují v nesoudržných a sypkých horninách, kde není možno provést stabilizovaný výkop.

Studny šachtové nedosahují takových hloubek jako studny vrtané, tudíž čerpají podzemní vodu ze svrchního horizontu, kde často dochází ke druhotnému znečištění vodou srážkovou. Ke zhoršení kvality vody může přispět nadměrné množství srážek, ale také delší období sucha. K takovýmto zhoršení dochází zejména na konci zimy. V kopané studni dochází k větší akumulaci vody, což může způsobovat také bakteriální závadnost. Šachtové studny se tedy doporučují spíše pro čerpání vod užitkových. 

#### Trubkové studny
(dříve jehlové studny) patří pro svou jednoduchou konstrukci a výstavbu mezi levnější varianty studny. Jejich životnost je ovšem v porovnání s vrtanými a šachtovými studnami nízká. Jedná se o hrotem osazenou perforovanou trubku malého průměru, která je do země zatloukána nebo zavibrována. Studny jsou hluboké maximálně několik metrů a hodí se do méně soudržných terciérních či kvartérních sedimentů, časté jsou ve fluviálních náplavech v údolích řek. Podobně jako šachtové se trubkové studny nedoporučují k jímání vody pro pitné účely.

### Horizontální jímací objekty

#### Jímací zářezy
slouží k jímání mělké podzemní vody stékající po svahu k jeho úpatí, proto jsou závislé na množství srážek, jejich intenzitě a pravidelnosti. V jímání vody pro pitné účely nehrají žádnou roli kvůli extrémní zranitelnosti povrchových vod. Další jejich nevýhodou je jakákoli nemožnost regulovat množství jímané vody.

#### Galerie (štoly)

Ukázka jímací galerie (štoly)

jsou druhým typem horizontálních jímacích objektů a jedná se o hornická díla sloužící zejména k odvodnění horninového masivu. Jsou konstruovány pro velký objem odebrané vody (př. Teplice nad Metují 60 l.s-1), který je soustředěn do jednoho místa. Díky značné hloubce, do které voda infiltruje, je zranitelnost vody minimální. Hovoříme tedy o vydatném zdroji kvalitní podzemní vody vhodné pro pitné účely.

### Kombinované jímací objekty
Kombinované jímací objekty jsou širokoprofilové studny doplněné o soustavu radiálních drénů. Délka těchto sběračů činí až několik desítek metrů, zvětšují tak dosah jímacího objektu a umožňují větší odběr z kolektorů menší mocnosti. Nevýhodou je technologická a finanční náročnost drénů. Výhodou těchto jímacích objektů je pak jejich nízká zranitelnost a nízké provozní náklady pro vodárenské společnosti.

### Bodové jímací objekty
Pramenní jímky jsou objekty k účelu jímání vod vývěrových. Z hlediska ochrany vodního zdroje je důležité, aby nenastalo porušení tlakových poměrů vývěru a tím zánik pramene. Pro hromadné zásobování je zapotřebí složitější konstrukce s více komorami. Nevýhodou pramenních jímek je neregulovatelnost odběru.

### Umělá a břehová infiltrace
Umělá i břehová infiltrace napomáhá k obohacování zdrojů vod podzemních a vede ke zlepšení kvality vod povrchových. Odběry vody ze studní poblíž vodního toku vyvolávají nucenou zvýšenou infiltraci vody říční do vody podzemní, přičemž dochází k filtraci, čištění a získávání vody na kvalitě. Umělou infiltrací rozumíme vsakování povrchové vody speciálními vsakovacími objekty. Hlavním problémem je zanášení (kolmatace) vsakovacích objektů sinicemi a řasami, proto je nutné infiltrovat kvalitní a čistou vodu.